# Robert Chmielewski
Robert Chmielewski (ur. 20 lipca 1965 w Lublinie) – polski aktor, dziennikarz, od 2004 do 2022 roku dyrektor Ośrodka Działań Artystycznych "Firlej" we Wrocławiu.

## Wykształcenie
W 1993 roku ukończył studia socjologiczne na Katolickim Uniwersytecie Lubelskim. W 1995 roku otrzymał dyplom aktorski Związku Artystów Scen Polskich. Posiada również dyplom studiów podyplomowych z zakresu zarządzania Uniwersytetu Ekonomicznego we Wrocławiu.

## Filmografia
- 1986: Sezon na jagody (etiuda szkolna) – obsada aktorska
- 1990: Sprawa Radosława W. (etiuda szkolna) – chłopak
- 1993: Aven – ulotkarz
- 1998: 13 posterunek – mężczyzna (odc. 39)
- 2002: Gorący temat – dziennikarz
- 2005: Fala zbrodni – Lepko (odc. 40)
- 2005: Warto kochać – sprzedawca
- 2006: Fala zbrodni – kanar (odc. 67)
- 2007: Biuro kryminalne – Kazimierz Horczyński (odc. 19)
- 2008: Pierwsza miłość (serial telewizyjny) – wyborca Romana Korczyńskiego
- 2010: Licencja na wychowanie – Kosiński (odc. 7)
- 2012: Galeria (serial telewizyjny) – listonosz (odc. 64)
- 2013: Pierwsza miłość (serial telewizyjny) – Zenon Glenda
- 2015: Fraga (etiuda szkolna) – adwokat
- 2016: Pierwsza miłość (serial telewizyjny) – Ryszard "Siwy" F
- 2018: Ślad (serial telewizyjny) – Mariusz Skalski (odc. 2)
- 2018: Pierwsza miłość (serial telewizyjny) – Kozłowski, dyrektor aresztu śledczego

## Kariera zawodowa
- 2004  do dziś: dyrektor Ośrodka Działań Artystycznych "Firlej" we Wrocławiu – jednej ze znaczących instytucji kultury muzycznej w Polsce, specjalizującej się w awangardowych i alternatywnych gatunkach muzyki rozrywkowej (klub otrzymał min. certyfikat Przekroju)
- 2003- 2004: dyrektor Miejskiego Ośrodka Kultury i Sportu w Oleśnicy
- 2001-2002: współpraca reżyserska w widowiskach telewizyjnych: Dwa światy, Bar 2
- 1999-2000: współpraca reżyserska przy realizacji seriali dokumentalnych: Nieparzyści, Złote łany
- 1993-2003: reporter, reportażysta, autor słuchowisk, prezenter w Polskim Radiu Wrocław, współpraca z PR 1, PR 3 oraz rozgłośniami regionalnymi Polskiego Radia S.A.

## Asymmetry Festival
Robert Chmielewski jest dyrektorem Asymmetry Festival – imprezy o zasięgu międzynarodowym. Wydarzenie to odbywa się od 2009 roku. Festiwal zdążył urosnąć do rangi kultowego, m.in. za sprawą szerokiego uznania wśród mediów zajmujących się nie tylko "ciężkimi brzmieniami", ale i również niespotykanej dotychczas w Polsce oferty muzycznej. W ramach Asymmetry Festival wystąpili tacy artyści jak: Jarboe, Jesu, Kylesa, Mouth of the Architect, Amenra, Minsk, Bong-Ra i wielu innych.